# Larnakas tis Lapithou/Kozan
Larnakas tis Lapithou (griechisch Λάρνακας της Λαπήθου, türkisch Kozan) ist ein Dorf in der Türkischen Republik Nordzypern in der Nähe der Stadt Lapta. Formal gehört es zum Bezirk Kyrenia der Republik Zypern.